# Église Saint-Paul de Frontignan
Pour les articles homonymes, voir Église Saint-Paul.
L'église Saint-Paul (ou église de la Conversion de Saint-Paul,) est une église catholique de l'ancien diocèse de Maguelone en Languedoc.

## Localisation
L'église appartient à la commune de Frontignan dans le département français de l'Hérault. Elle est implantée au nord et un peu à l'extérieur du noyau ancien de ville qui était centré sur le château (aujourd'hui remplacé par l'hôtel de ville). Le mur nord de l'église était d'ailleurs incorporé aux remparts qui entouraient la ville.

## Historique
L'église appartenait au diocèse de Maguelone, puis au diocèse de Montpellier. Au moment des guerres de religion, les protestants s'emparèrent de la ville et provoquèrent d'importants dégâts : "Fut toute rompue l'église Saint-Paul de Frontignan par les Huguenaux tant autels que images ont été brisés ou brûlés et ont pris les ornements et ont rompu les fons (baptismaux). Et cette année présente sont obriers Alexandre Romieu et Jehan 1er novembre 1561". Un conseil de guerre tenu à Montpellier (qui venait de passer catholique) le 18 août 1562 décide de reprendre la ville de Frontignan. La résistance fut opiniâtre et le siège levé après de grandes pertes. Sur la face est du clocher, on trouve de nombreux impacts d'arquebuse.

## Description
L'église mesure :
- extérieurement, en longueur, 54 m, en largeur,  22,90 m,
- intérieurement, en longueur, 38,50 m, en largeur,  12,60 m, en hauteur,  17 m.

### Extérieur
Le mur sud dans les travées 2, 3 et 4 est ce qui reste de l'église romane primitive. On y trouve l'arcature lombarde très fréquente dans la région. La porte romane a un tympan et un linteau monolithes. Longtemps murée par mesure de précaution, elle vient d'être rouverte. Elle est fermée par une porte en bois munie de son système de fermeture initial reconstitué : une barre en bois qui coulisse dans des logements prévus dans le mur roman. Les deux petites fenêtres romanes ont aussi été rouvertes.
Le portail a été plaqué sur le mur sud. Une frise effacée présente un poisson et un bateau. Deux médaillons qui ont été martelés représentaient probablement les patrons de la paroisse : Saint-Pierre et Saint-Paul. Un œil de bœuf au-dessus du portail marque la place d'une ancienne horloge.
Aux trois-quarts de la hauteur du mur ouest se trouvent des arcades à arc brisé, dont trois sont aujourd'hui visibles, les autres étant masquées par le clocher.
Le mur nord qui s'alignait avec le rempart, comporte une porte donnant sur l'ancien cimetière (porte des Morts). Cette porte était murée et a été rouverte en 1960. Elle était alors percée d'une meurtrière. Un enfeu a été aménagé dans ce mur nord à hauteur de la chapelle latérale.
Au-dessus de la chapelle nord et de la sacristie dite du Rosaire, on a édifié une citadelle à deux étages pour protéger l'abside. Le premier étage a servi de logement au vicaire. Subsistent aujourd'hui les restes d'une échauguette.

### Clocher

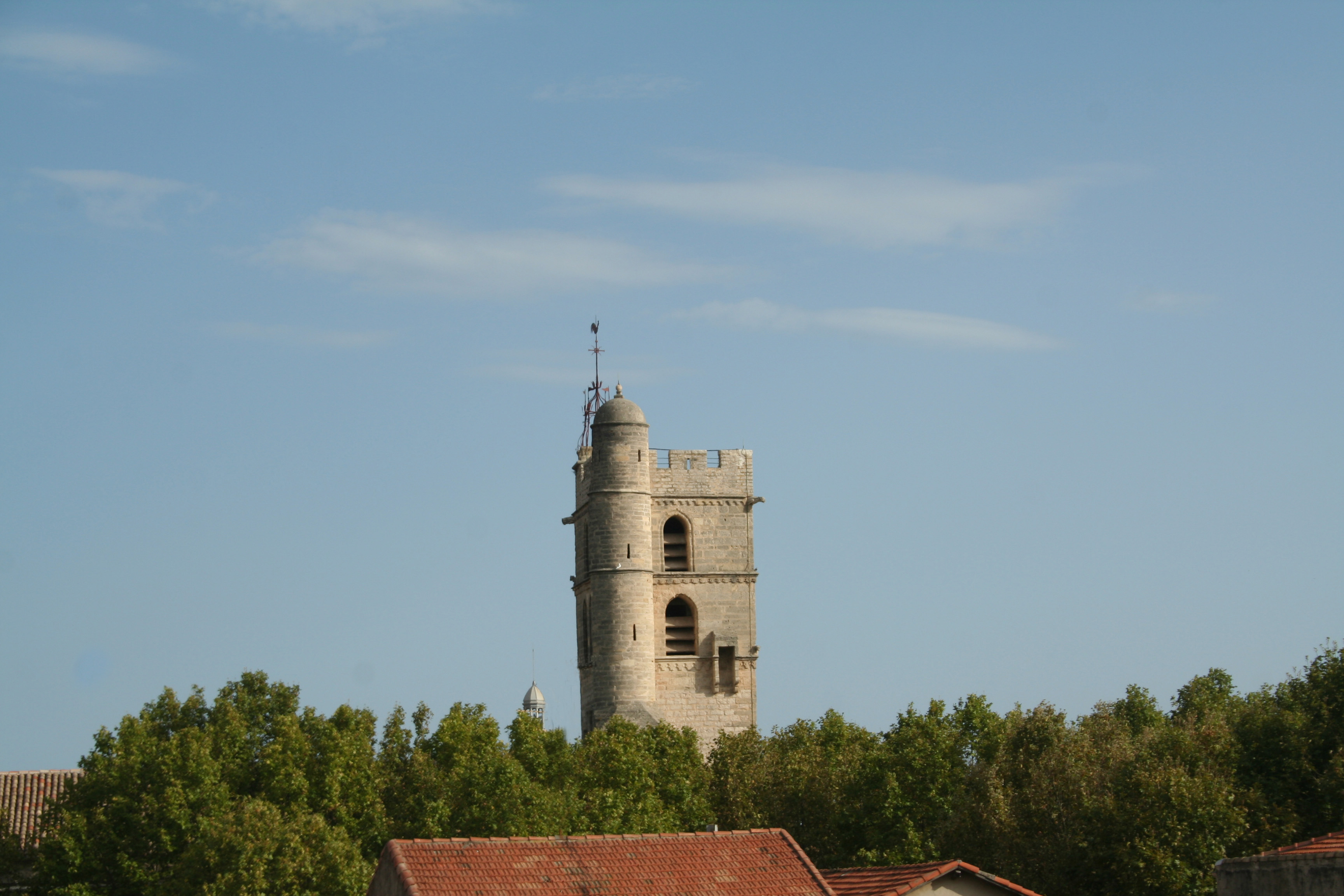
Clocher.

Le clocher était primitivement un donjon formé de deux contreforts reliés par une voûte à arc brisée. Le côté ouest du donjon (côté ville) était donc ouvert (par mesure d'économie). Ce côté a été fermé lorsqu'on a construit la cage d'escalier. Ce donjon a certainement été bâti au début de la guerre de Cent Ans. On accédait au donjon par une porte à hauteur du toit de l'église, accessible par un chemin de ronde qui parcourait les murs de l'église. Des cordons marquent les deux étages. Une échauguette renforce la face nord. Une tourelle carrée a été accolée au flanc nord, et aux deux tiers de la hauteur, est prolongée par une tourelle circulaire.
Le clocher contient actuellement 5 cloches.
1. Cloche - diamètre 0,59 m - Inscription et date : 1617. SIT NOMEN DOMINI BENEDICTVM. S. MARIA, ora pro nobis. Au-dessus de l'inscription, on a gravé : H.B.F. Classée MH le 18/11/1942.
2. Cloche Victoire (1847) - dim : 0,70 m - parrain Argellies Layrolles, marraine Argellies née Clairola.
3. Cloche Clémence-Paule (1825), aux dépens de la commune - dim : 1,30 m, 33 quintaux - fondue à Montpellier par Larry en 1823. Parrain : Mr Lapierre, maire; marraine : Melle Roblès. Mr Duca curé.
4. Cloche Catherine-Alexandrine (1825), aux dépens de la fabrique - dim : 0,97 m, 14 quintaux - parrain: Argellies Layrolle, marraine: Thomas, née Peyronnet.
5. Cloche Julie (1825)- dim : 0,71 m, 5 quintaux 55 livres - parrain: Joseph Victoire Poulhe maire, marraine: Louise Menarol, veuve Poulhe.

### Intérieur

Plan

L'édifice comporte une nef de quatre travées. En fait une cinquième travée a été supprimée lorsqu'on a ouvert les chapelles nord et sud.
Le mur du fond comporte une fenêtre qui a été aveuglée lors de la construction de la tour-donjon.
La nef comporte trois fenêtres côté nord et deux fenêtres côtés sud. Ces fenêtres ont été agrandies au XIXe siècle. Les deux petites fenêtres romanes ont été rétablies lors de la restauration de l'église.
L'abside est pentagonale. La clé de voûte est un tore arrondi sans écu historié. Deux absidioles à chevet plat entourent l'abside. De chaque côté de l'arc triomphal et à son sommet s'ouvrent quatre œils de bœuf.
Au XVIIe siècle existaient un clocheton et une cloche au-dessus de la chapelle sud. Un rainure sur l'arc triomphal marque la place de la chaîne de la cloche.
Avant sa restauration, la nef était couverte par une voûte en berceau brisée, construite en briques. En 1963, cette voûte a été supprimée et remplacée par un plafond identique à l'original et conforme au style gothique méridional. Les poutres d'origine reposant sur des arcs diaphragmes, ont été remplacées sauf une qui porte des peintures du Moyen Âge : on y reconnait Jacques Ier d'Aragon, comte de Barcelone et seigneur de Montpellier.
Le dallage usé du XVIIe siècle a été remplacé par un dallage neuf en 2013 et le sol a été surélevé.

### Chapelles
À l'origine, il n'y avait pas de transept. Les deux chapelles ont été ouvertes plus tard. La chapelle nord constitue la base de la citadelle. Le mur de cette chapelle a été aménagé pour un enfeu. L'arc de la chapelle sud a obturé un œil de bœuf préexistant.

### Sacristies
Les sacristies sont au nombre de trois.
- Sacristie du Rosaire au nord. Elle appartenait à la Confrérie du Rosaire. Elle est située entre le contrefort de la 1re travée et le rempart. Elle s'appuie sur l'absidiole nord. Elle est voûtée d'une croisée d'ogive barlongue.
- Sacristie du Chapitre. Elle est édifiée entre l'abside et le rempart. La porte de cette sacristie est surmontée d'une niche où se trouvait une statue.
- Sacristie de l'Œuvre (ou de la Paroisse) se trouve au sud. Elle voûtée de croisée d'ogive.

### Orgue

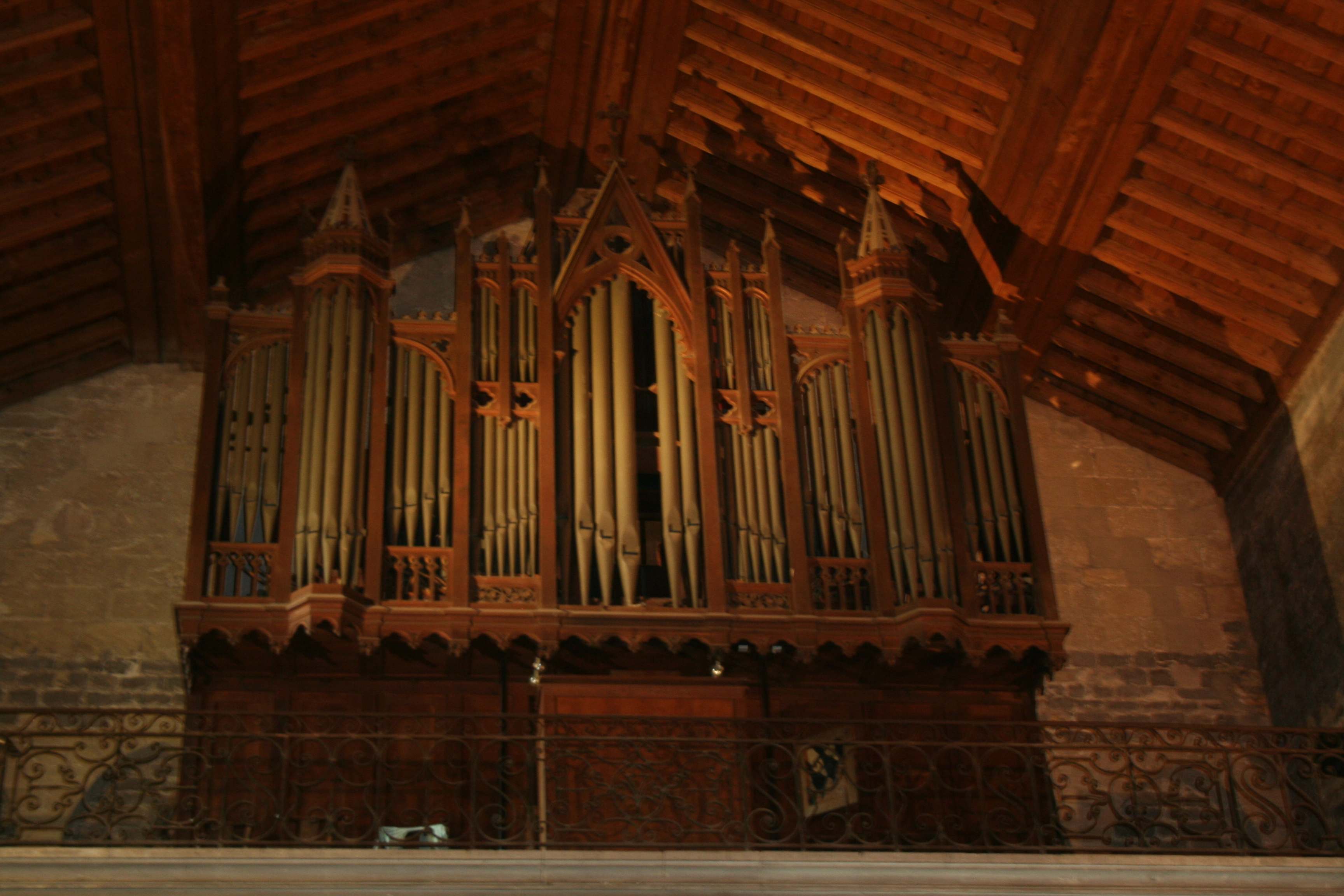
Orgue Puget.

L'orgue est un orgue de l'atelier de Théodore Puget de Toulouse, et se trouvait précédemment à l'abbaye Saint-Michel de Frigolet en 1865. Le Conseil de Fabrique de Frontignan l'a acheté en 1880 et c'est le constructeur qui l'a installé dans l'église Saint-Paul. En 1950, Maurice Puget a en fait une première restauration. Puis Gérald Guillemin l'a restauré entièrement en 1979. Le concert qui a suivi cette restauration a été donné par André Isoir.
L'orgue comporte deux claviers et un pédalier et dispose de vingt jeux.

### Inscriptions
Sous la fenêtre aveuglée du mur ouest, se trouvent deux inscriptions.
- Andreas FOUCQUET Jurium doctor ejusque ecclesiae procurator pavimentum integrum et cla Hum ex are sacro facienda curavit Anno Dominici MDCLIII[6]
- Sous l'écusson de la ville : MDCLIIII - Mai 1654.

## Galerie

### Extérieur

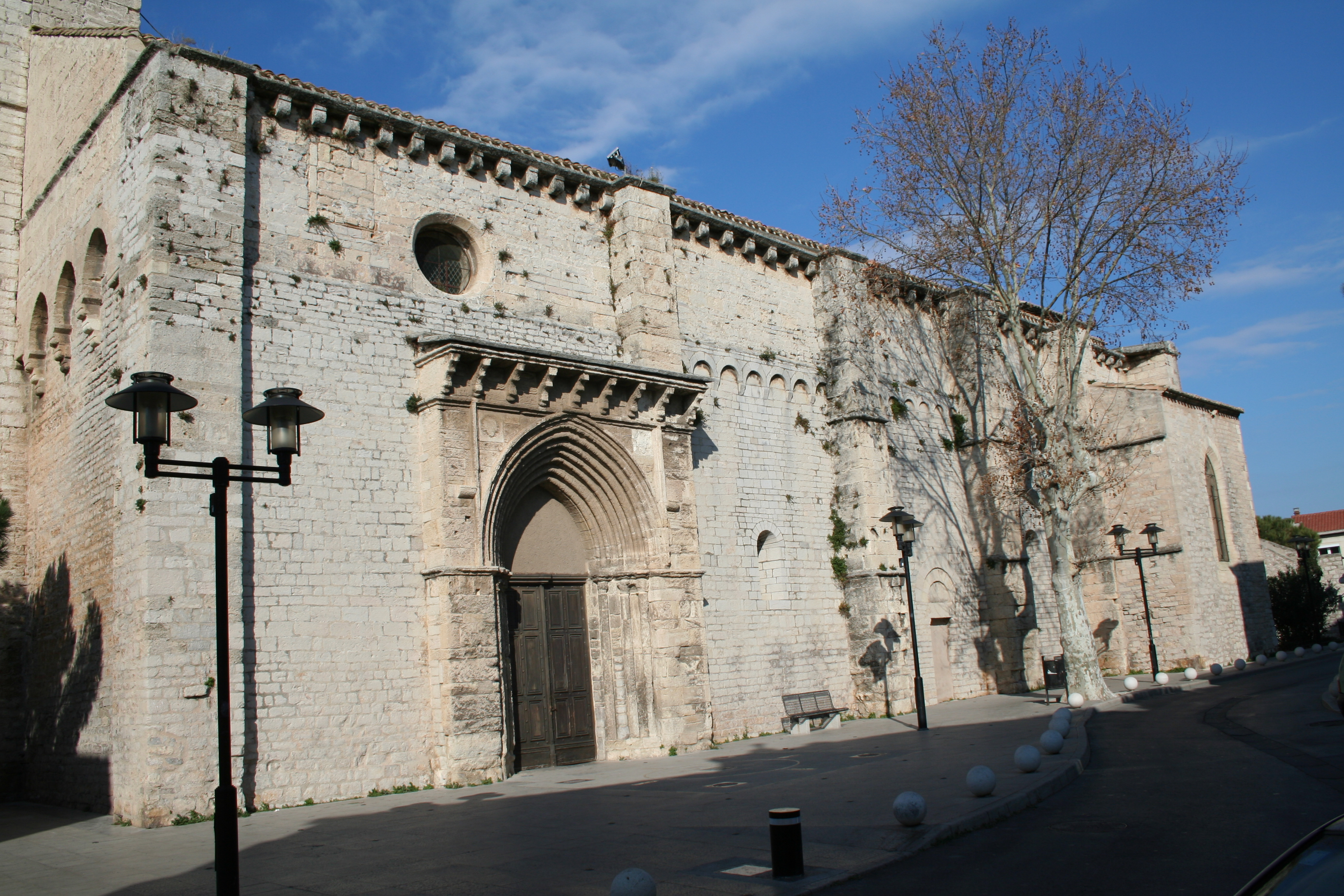
Portail et mur sud de l'église romane. Remarquer les arcatures lombardes.
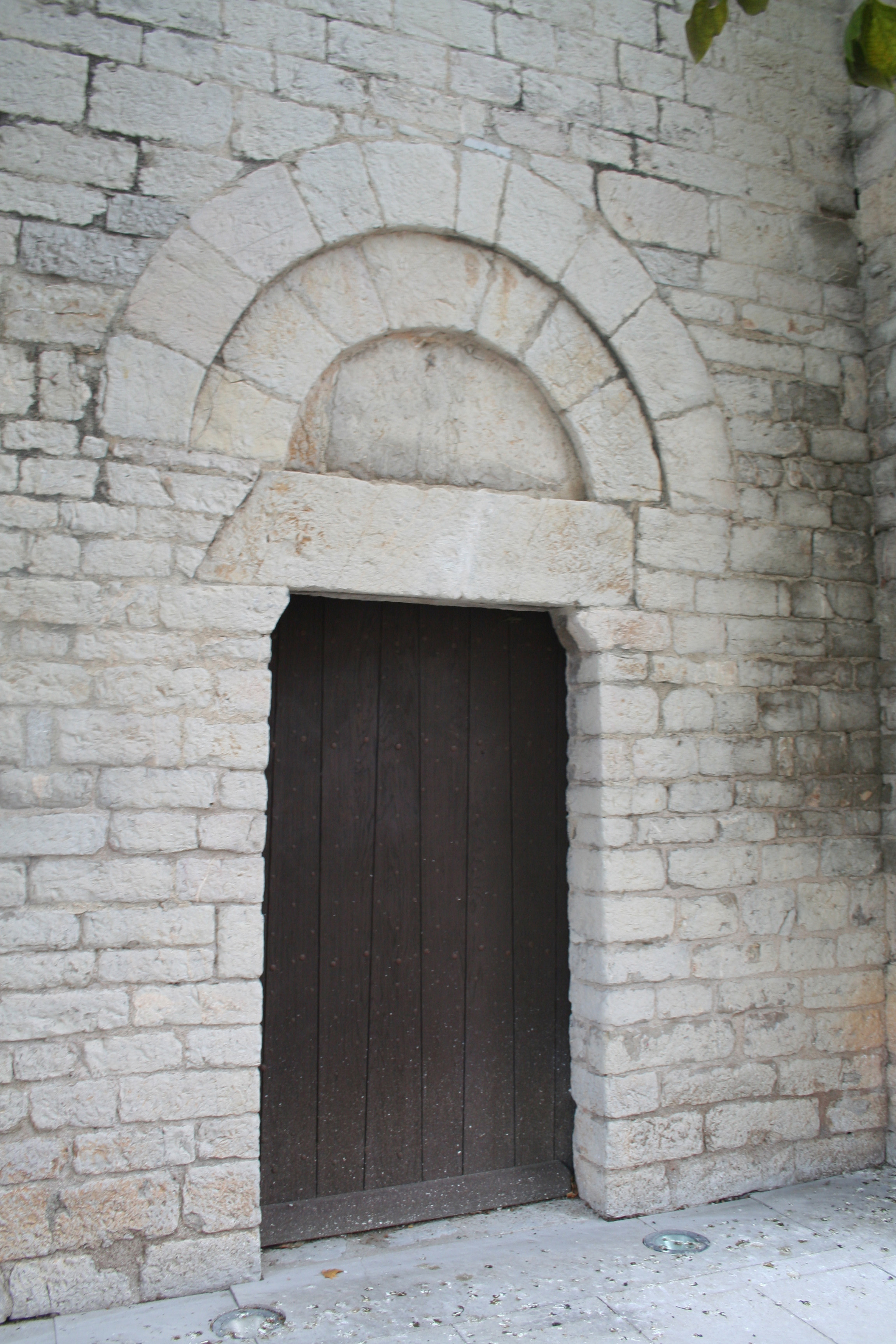
Porte romane (démurée).
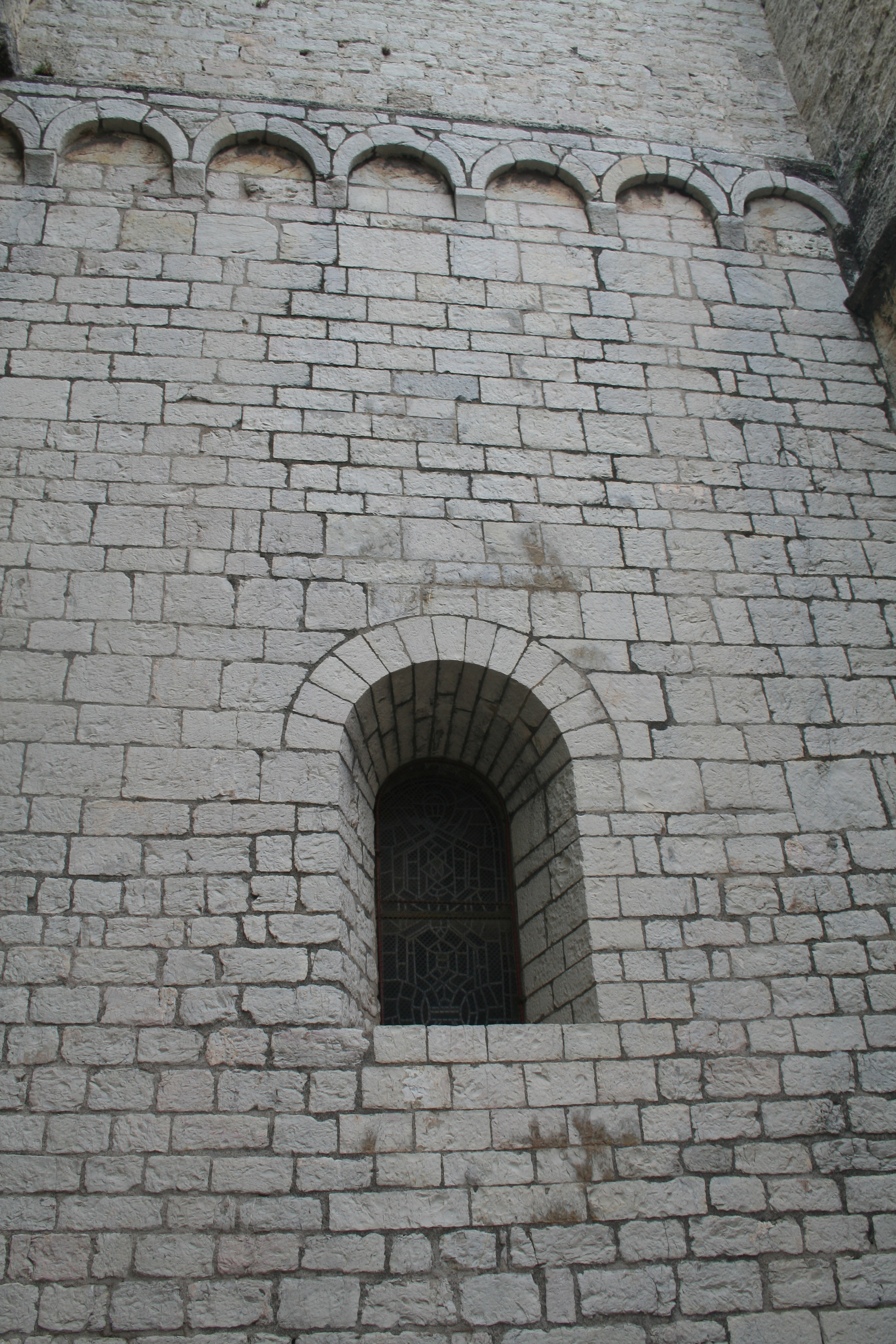
Fenêtre romane de droite.
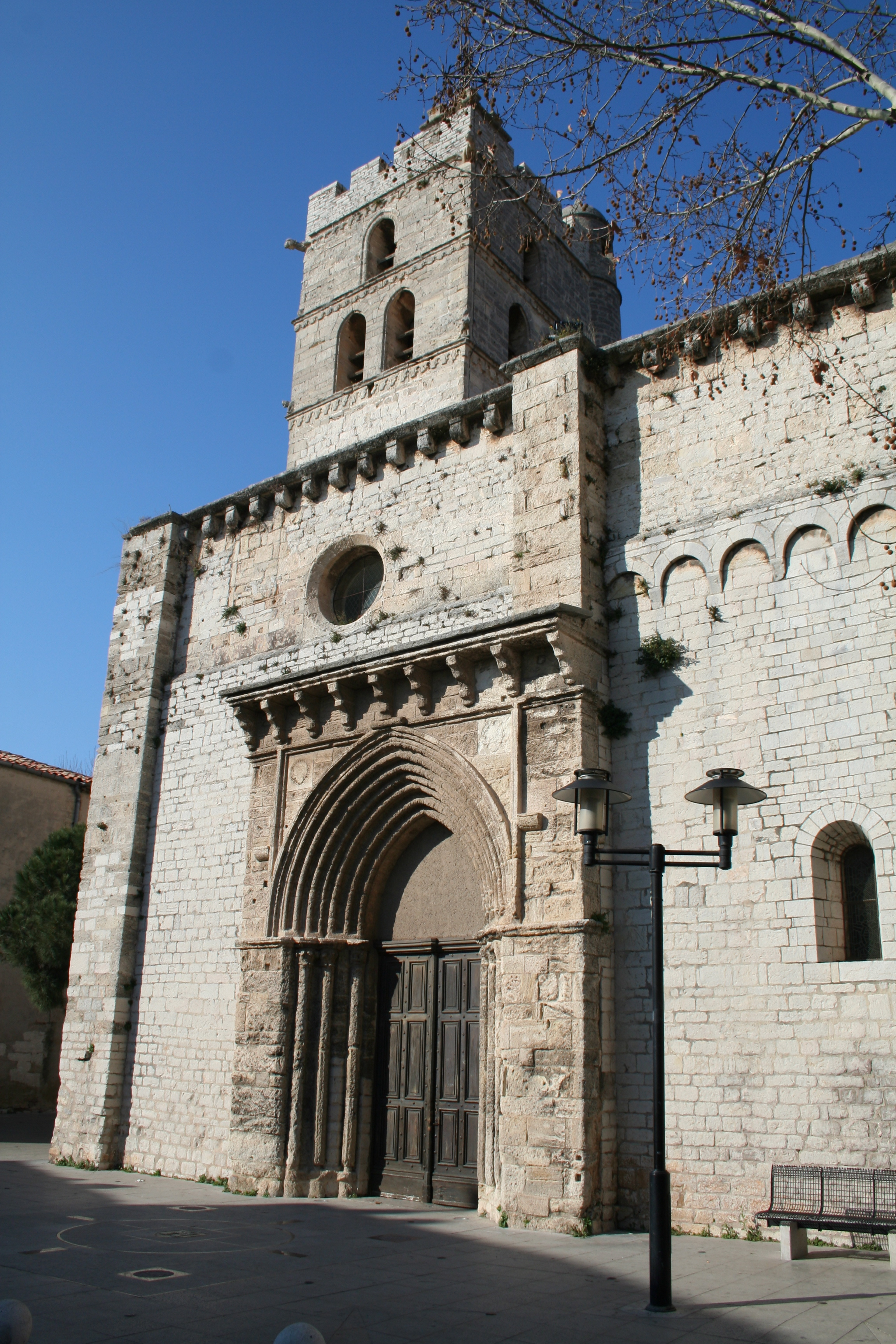
Portail et clocher.
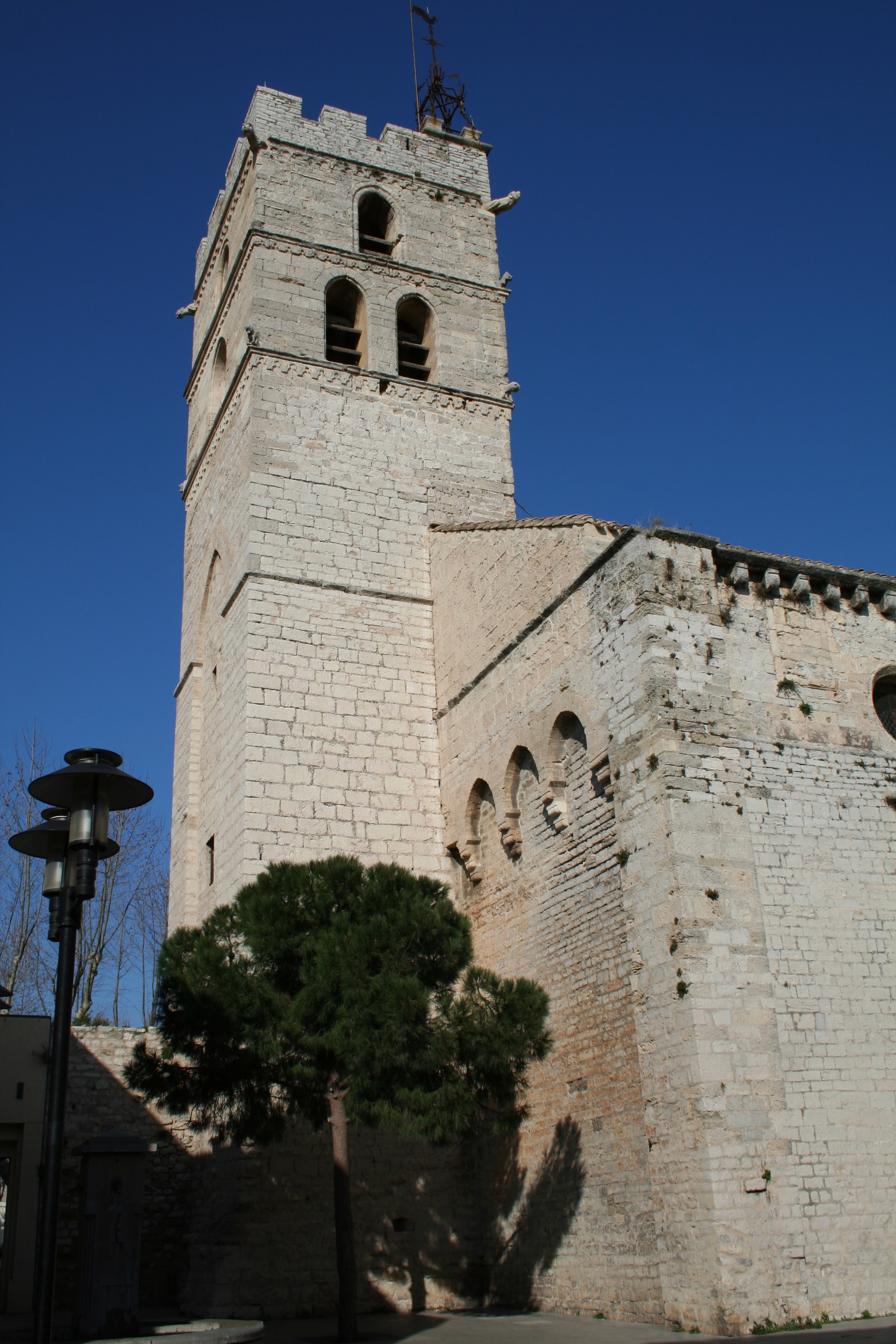
Mur ouest. Remarquer 1°) les 3 arcatures, 2°) à la jonction du toit et du clocher, la trace de la porte pour accéder au donjon.
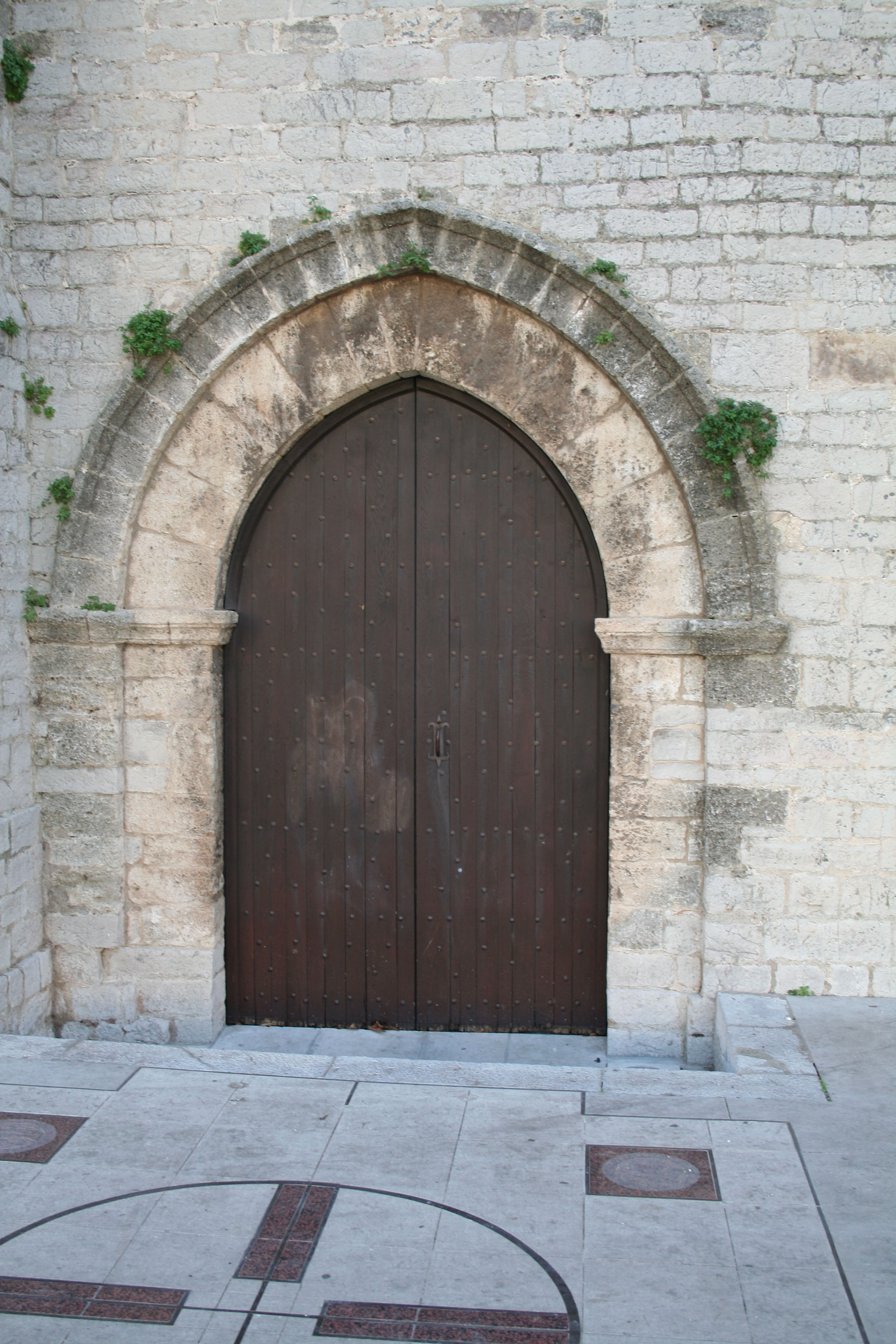
Porte nord (porte des morts, qui s'ouvrait sur le cimetière).
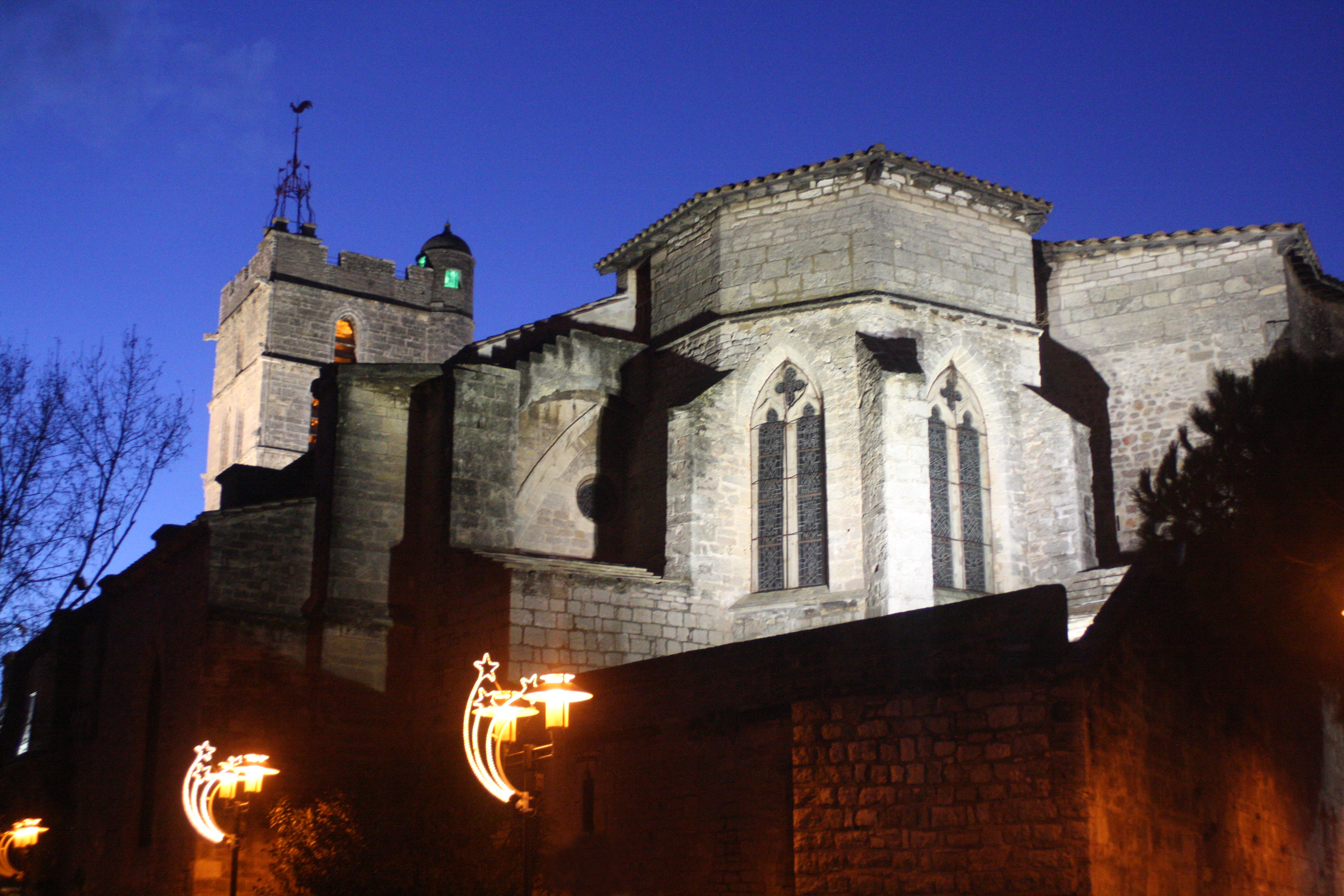
Chevet illuminé.
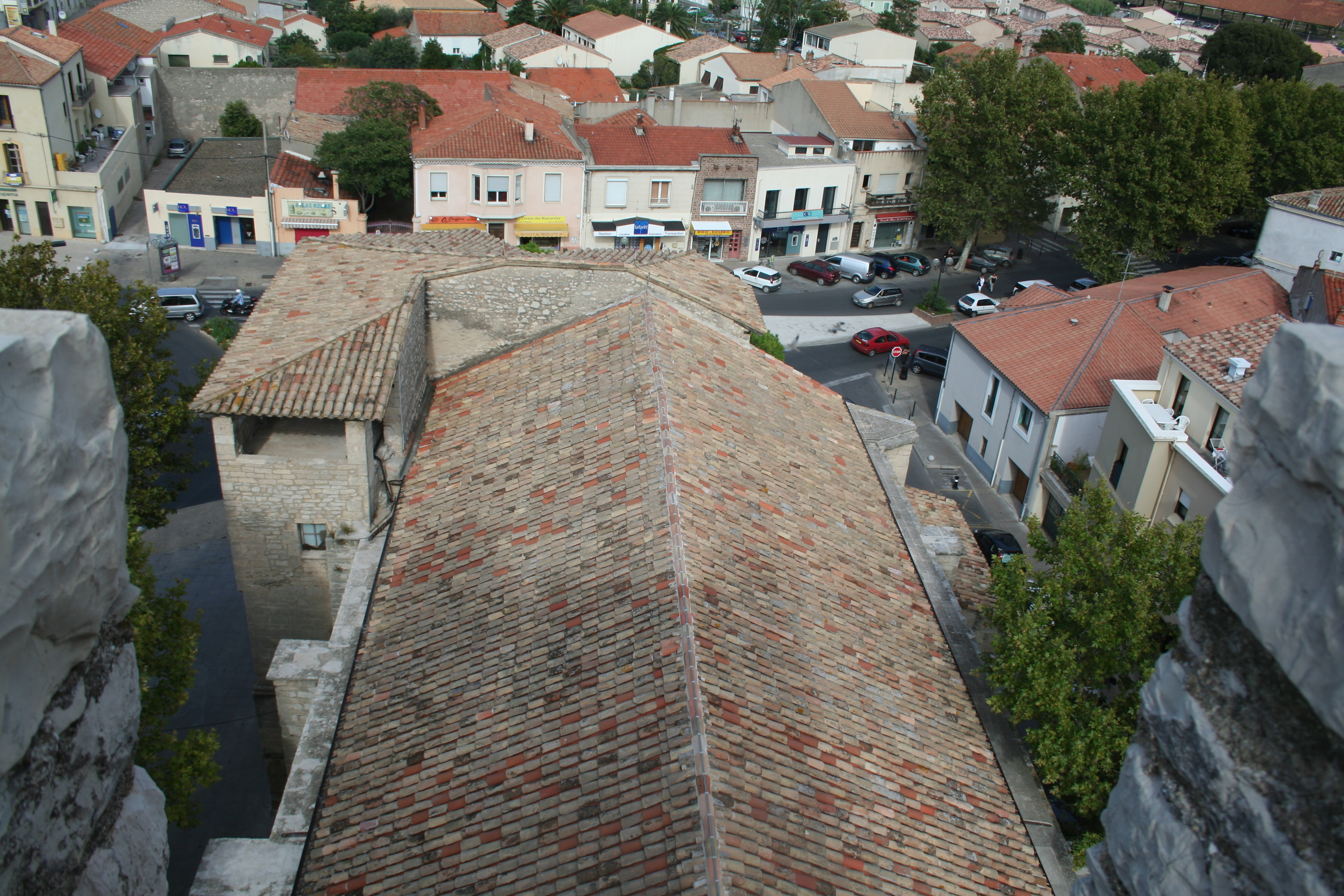
Toit entouré de deux chemins de ronde. La citadelle enveloppe le chevet.
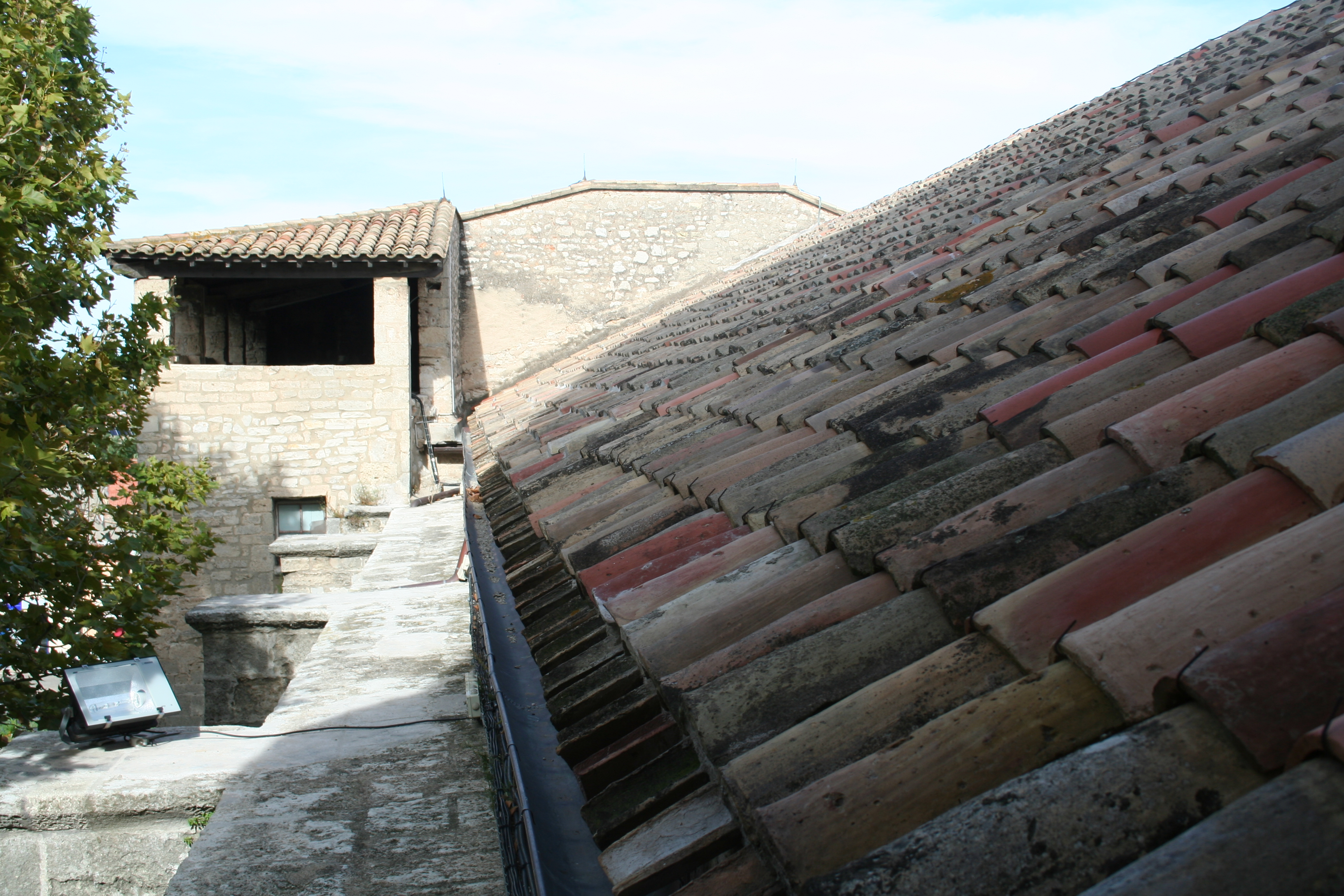
Chemin de ronde extérieur.
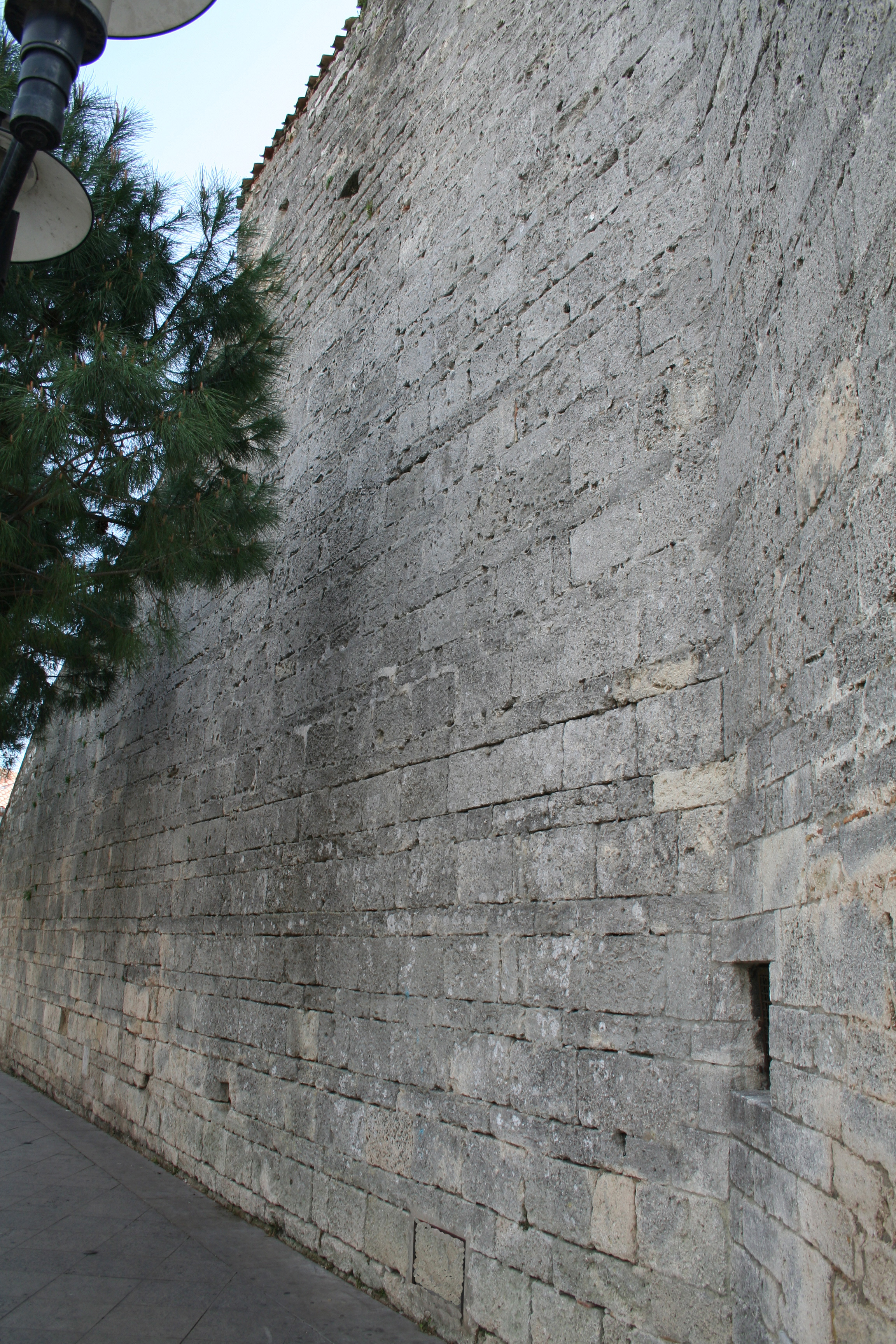
Rempart protégeant le chevet.

### Intérieur

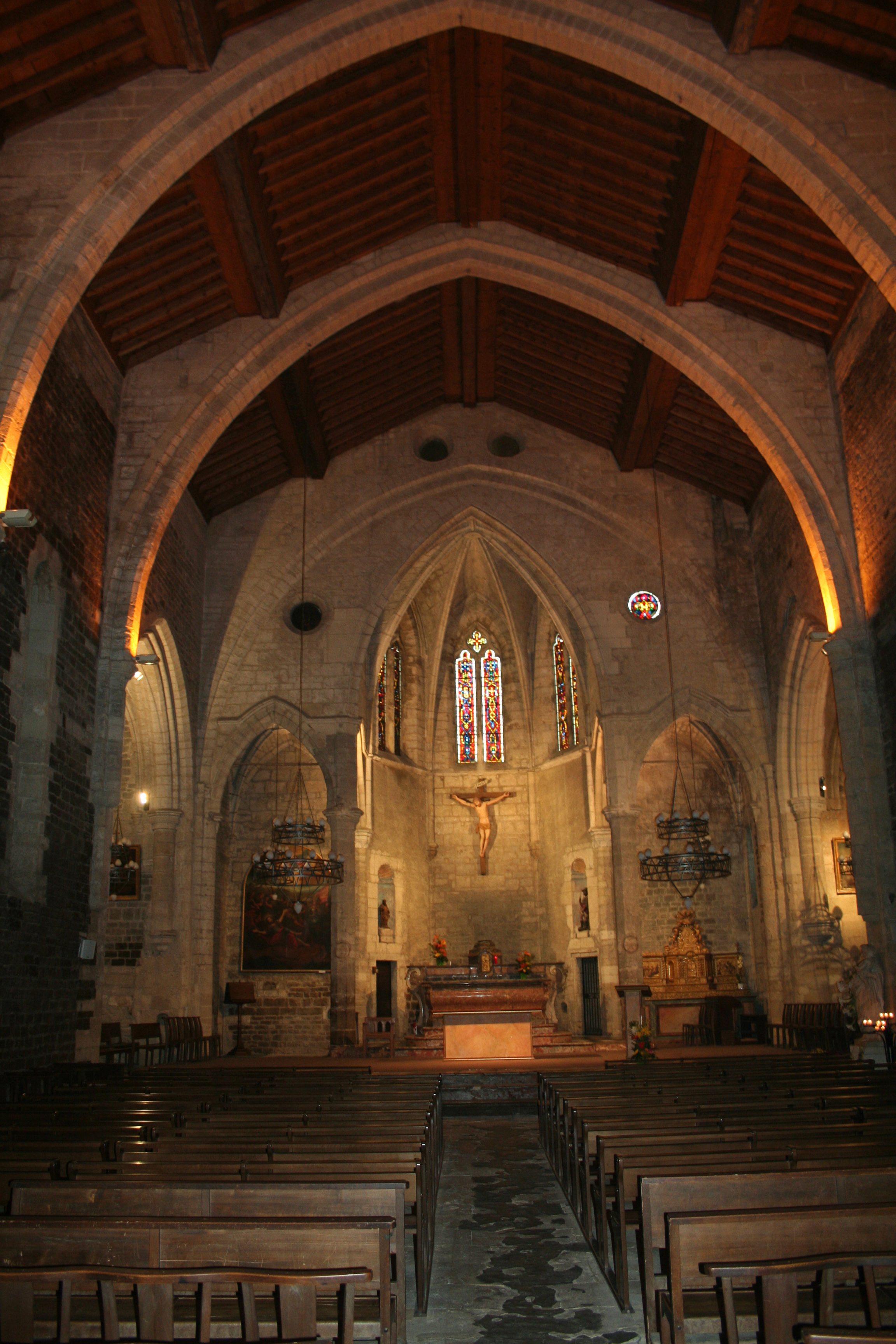
Nef. La poutre historiée est la dernière au fond à gauche.
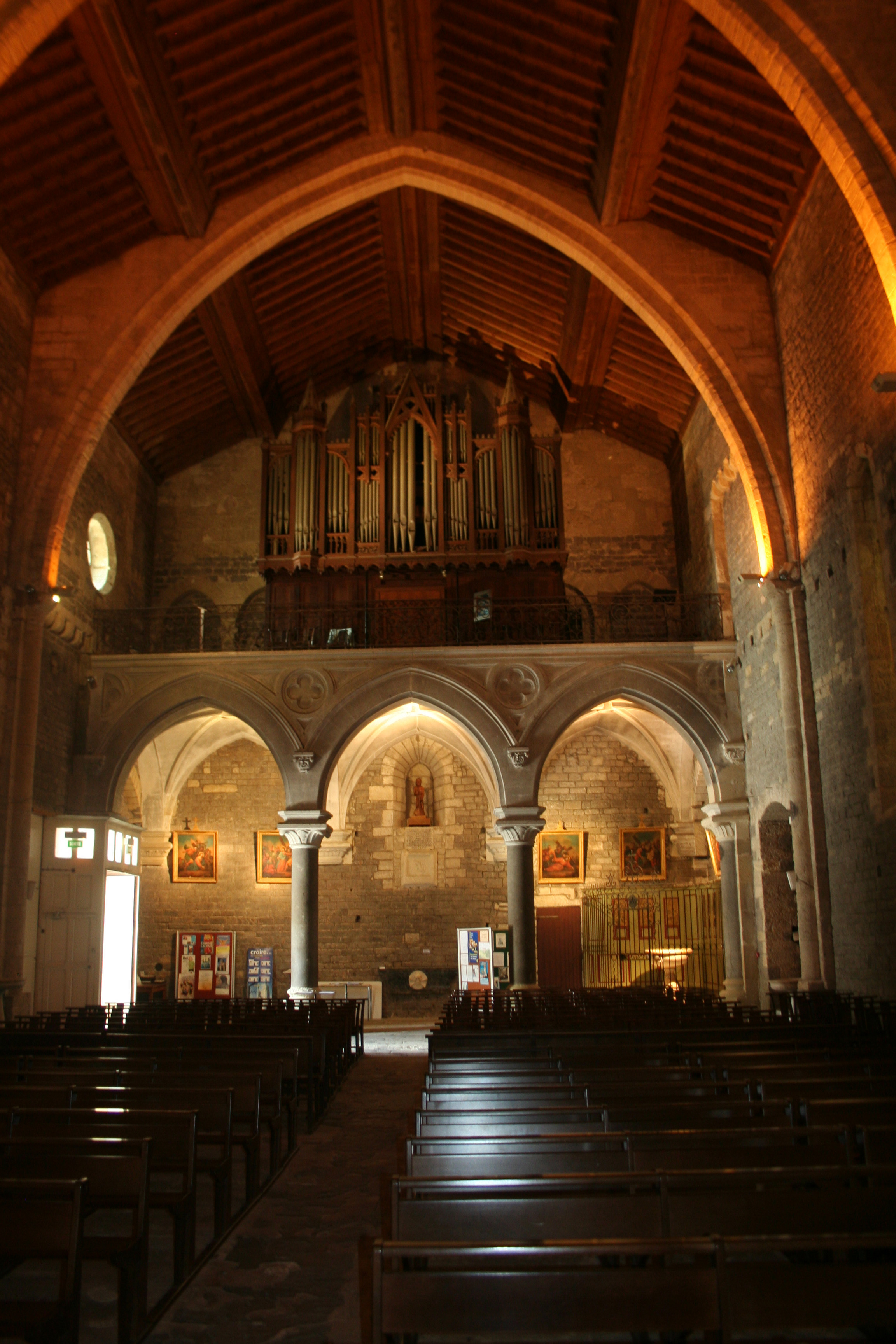
Nef et orgue.
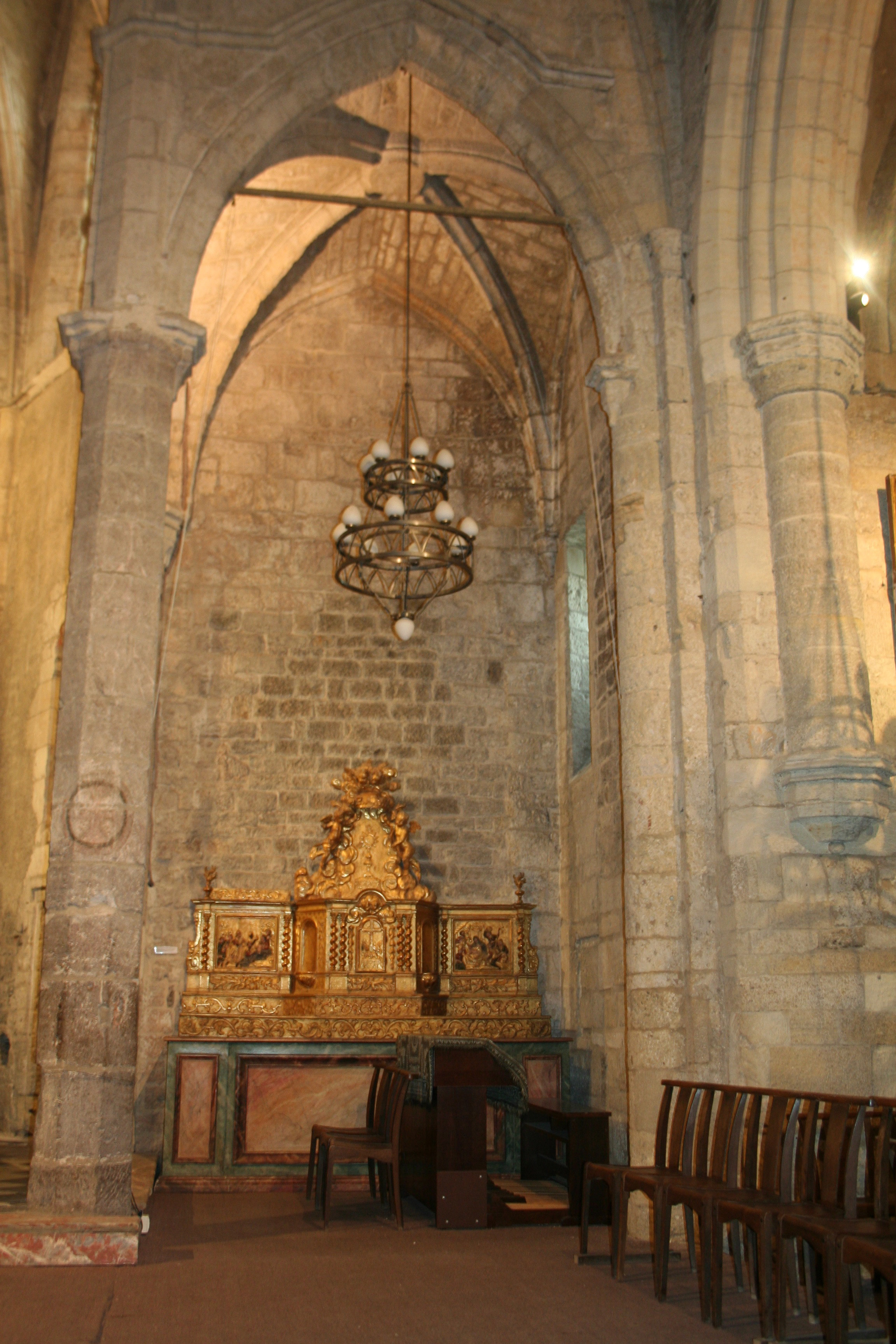
Absidiole de droite.

## Protection
L'église fait l’objet d’un classement au titre des monuments historiques depuis le 7 juin 1919.